# Dodecanol
Dodecanol   (denominado sistemáticamente dodecan-1-ol ) es un compuesto orgánico con la fórmula química CH3(CH2)10CH2OH  (también escrito como C
12H
26O) Es de mal sabor, sólido incoloro con un olor floral. Se clasifica como un alcohol graso.

## Producción y uso
Dodecanol se utiliza para fabricar tensoactivos, aceites lubricantes, productos farmacéuticos, en la formación de polímeros monolíticos y como mejorador del sabor aditivo alimentario. En cosmética, dodecanol se utiliza como un emoliente.
Es también el precursor de dodecanal, una fragancia importante.
En 1993, la demanda europea de dodecanol fue de alrededor de 60 mil toneladas por año (Tt / a). Se puede obtener a partir de almendra de palma o aceite de coco, ácidos grasos y ésteres de metilo por hidrogenación.

## Toxicidad
Dodecanol es un irritante leve de la piel. Tiene aproximadamente la mitad de la toxicidad del etanol, pero es muy nocivo para los organismos marinos.

## Solubilidad mutua con agua
La solubilidad mutua de 1-dodecanol y el agua se ha cuantificado de la siguiente manera.
| Temperatura, °C     | Solubilidad de Dodecanol en agua | Solubilidad de agua en Dodecanol |
| ------------------- | -------------------------------- | -------------------------------- |
| 29.5                | 0.04                             | 2.87                             |
| 40.0                | 0.05                             | 2.85                             |
| 50.2                | 0.09                             | 2.69                             |
| 60.5                | 0.15                             | 2.96                             |
| 70.5                | 0.09                             | 2.70                             |
| 80.3                | 0.14                             | 2.89                             |
| 90.8                | 0.18                             | 2.96                             |
| desviación estándar | 0.02                             | 0.01                             |